# Cueva de Llonín
La cueva de Llonín, concha de la Cova o cueva del Queso está situada en el pueblo de Llonín, en el concejo asturiano de Peñamellera Alta, en España. Está incluida en la lista del Patrimonio de la Humanidad de la Unesco desde julio de 2008, dentro del conjunto «Cueva de Altamira y arte rupestre paleolítico de la cornisa cantábrica».
Esta cueva fue descubierta en 1957 por productores de queso que buscaban un lugar para fermentarlos. Si bien es en marzo de 1971 cuando el grupo de espeleología Polifemo de Oviedo la da a conocer.
La cueva posee diferentes dibujos de animales (bisontes, renos, cabras, etc.) y símbolos superando el centenar de figuras representadas lo que hace que sea la cueva asturiana con mayor número de representaciones plásticas. 
La cueva está cerrada al público por sus derrumbamientos frecuentes.
En el parque de la prehistoria de Teverga existe copia de una pequeña parte de la cueva para su visita.